# Sageretia yilinii
Sageretia yilinii är en brakvedsväxtart som beskrevs av G.S. Fan och S.K. Chen. Sageretia yilinii ingår i släktet Sageretia och familjen brakvedsväxter. Inga underarter finns listade i Catalogue of Life.